# ナタリー・シュトゥッツマン
ナタリー・シュトゥッツマン（Nathalie Stutzmann, 1965年5月6日 - ）は、フランスのコントラルト歌手、指揮者。

## 人物・来歴
フランス・シュレンヌ生まれ。ソプラノ歌手だった母親の薫陶を受け、ナンシー音楽院に進学後、パリ・オペラ座の付属学校でミシェル・セネシャルに師事した。また、1983年から1987年までハンス・ホッターの下でドイツ・リートなどを学んだ。1988年にベルテルスマン国際声楽コンクールで優勝し、コントラルト歌手及びオペラ歌手として国際的に活動を始めた。コントラルト歌手としてのレコーディングは、カトリーヌ・コラールを伴奏者に据えたシューマンの歌曲、ショーソンやプーランクなどのフランス歌曲をはじめ、ヴィヴァルディの宗教曲など多岐にわたる。
2008年から指揮者としても活動するようになり、2009年には古楽系室内管弦楽団「オルフェオ55」を創設して指揮者を務めている。日本の水戸室内管弦楽団などへの客演指揮もある。
2021年10月にアトランタ交響楽団の次期音楽監督（2022年より）に就任することが発表された。
2022年7月，二人目の女性指揮者として2023年のバイロイト音楽祭で「タンホイザー」を指揮することが発表された。